# Чхиквишвили, Ираклий Иосифович
Ираклий Иосифович Чхиквишвили — советский хозяйственный, государственный и политический деятель.

## Биография
Родился в 1920 году в селе Чохатаури. Член КПСС.
Окончил Тбилисский государственный университет и аспирантуру АОН при ЦК КПСС.
До 1951 — работник аппарата ЦК КП Грузии.
В 1951—1953 — секретарь по идеологии Аджарского обкома КП Грузии.
В 1953—1964 — главный редактор газеты «Заря Востока».
В 1964—1974 — заведующий сектором издательств Отдела пропаганды ЦК КПСС.
В 1974—1984 — первый заместитель председателя Государственного комитета по делам издательств и печати СССР.
За участие в разработке и осуществлении научных принципов издания «Библиотеки всемирной литературы» был в составе коллектива удостоен Государственной премии СССР в области литературы, искусства и архитектуры 1978 года.
Умер в 1986 году в Москве.

## Награды
- Орден Ленина (04.05.1962)
- Орден Трудового Красного Знамени (26.08.1971, 08.05.1980)
- Орден Знак Почёта (1968)